# MC (Automarke)
MC war eine britische Automarke.

## Markengeschichte
Mark Clarkson, seine Frau Joy Clarkson und Phil Booth gründeten 1984 das Unternehmen MC Cars in Sheffield in der Grafschaft South Yorkshire. Sie begannen mit der Produktion von Automobilen und Kits. Der Markenname lautete MC. Carlton Automotive aus Barnsley in South Yorkshire setzte die Produktion von 1989 bis 1995 fort. Letzter Hersteller war 1995 Ian Birks Car Care aus Sheffield. Insgesamt entstanden acht Exemplare.

## Fahrzeuge
Das einzige Modell war der Acer. Er ähnelte dem Turner Sports von Turner Sports Cars aus den 1960er Jahren. Die Basis bildete ein Fahrgestell aus Stahl. Darauf wurde eine Karosserie aus Fiberglas montiert. Die offenen Wagen boten wahlweise Platz für zwei oder 2 + 2 Personen. Verschiedene Vierzylindermotoren von Ford Escort, Vauxhall Viva, Hillman Avenger, Datsun 120 Y, Morris Marina, Triumph Spitfire und Triumph Dolomite trieben die Fahrzeuge an.